# HD 30479
HD 30479，又名CP-77 181，SAO 256116、HR 1531，是一颗恒星，视星等为6.05，位于銀經290.58，銀緯-33.35，其B1900.0坐标为赤經4h 42m 53.7s，赤緯-77° -33.35′ 41″。